# Thơ tình

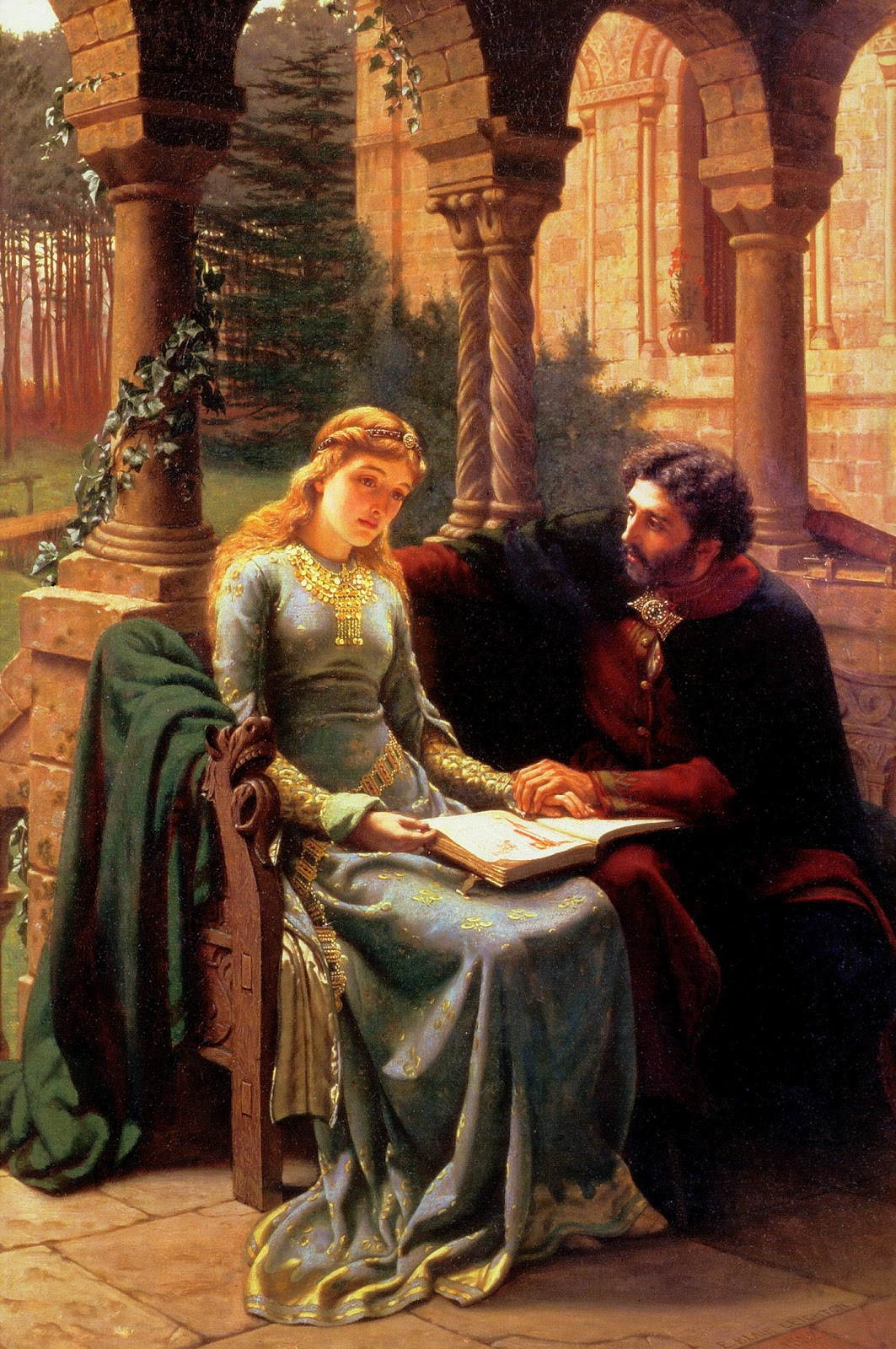
Họa phẩm một cảnh tình tứ nên thơ của Edmund Blair Leighton, tình yêu là đề tài của dòng thơ lãng mạn, trữ tình

Thơ tình hay thơ lãng mạn (Romantic poetry) là phong cách, dòng thơ phát xuất trong giai đoạn thời kỳ lãng mạn, vốn là một phong trào nghệ thuật, văn học, văn chương, thi ca, âm nhạc và triết lý có nguồn gốc từ châu Âu vào cuối thế kỷ XVIII. Thơ ca lãng mạn liên quan đến sự thái độ địch lại trước các ý tưởng Khai sáng thịnh hành của thế kỷ XVIII và kéo dài khoảng từ năm 1800 đến năm 1850. Các nhà thơ lãng mạn cá tính nổi loạn chống lại phong cách thơ ca từ thế kỷ XVIII dựa trên sử thi, thơ có cánh, châm biếm, bi ca, thư tín lịch thiệp, thư tình và ca từ đôi lứa. Vào đầu thế kỷ XIX ở Anh có nhà thơ William Wordsworth đã định nghĩa những áng văn thơ sáng tạo của ông và Samuel Taylor Coleridge trong Lời tựa mới của ông cho ấn bản thứ hai (năm 1800) của Lyrical Ballads (bài ca trữ tình).
Trong thể loại thơ tình đã sử dụng ngôn ngữ và mô tả khơi gợi lên những suy nghĩ và cảm xúc (suy tưởng và cảm tưởng) vượt ra ngoài trải nghiệm thông thường là những trải nghiệm phi thường khác "đưa chúng ta vượt ra ngoài chính mình". Thơ lãng mạn cuốn hút với những nỗi nhớ da diết là một đặc điểm quan trọng của thơ lãng mạn, đặc biệt là trong các tác phẩm của John Keats, ví dụ như tác phẩm La Belle Dame Sans Merci và Coleridge đã đưa những người yêu thơ phiêu du đến những nơi kỳ ảo, thiên thai xa xôi, xa diệu vợi và cũng toát lên khung cảnh ảm đạm u tối và vì vậy đã bị cuốn hút vào bối cảnh Thời Trung Cổ hơn là thời đương đại của thi sĩ. Một thi sĩ người Anh thời Trung Cổ Richard Rolle được coi là một nhà văn lãng mạn đầu tiên với những bài thơ như Ngọn lửa tình yêu (The Fire of Love).

## Thi ca Nga

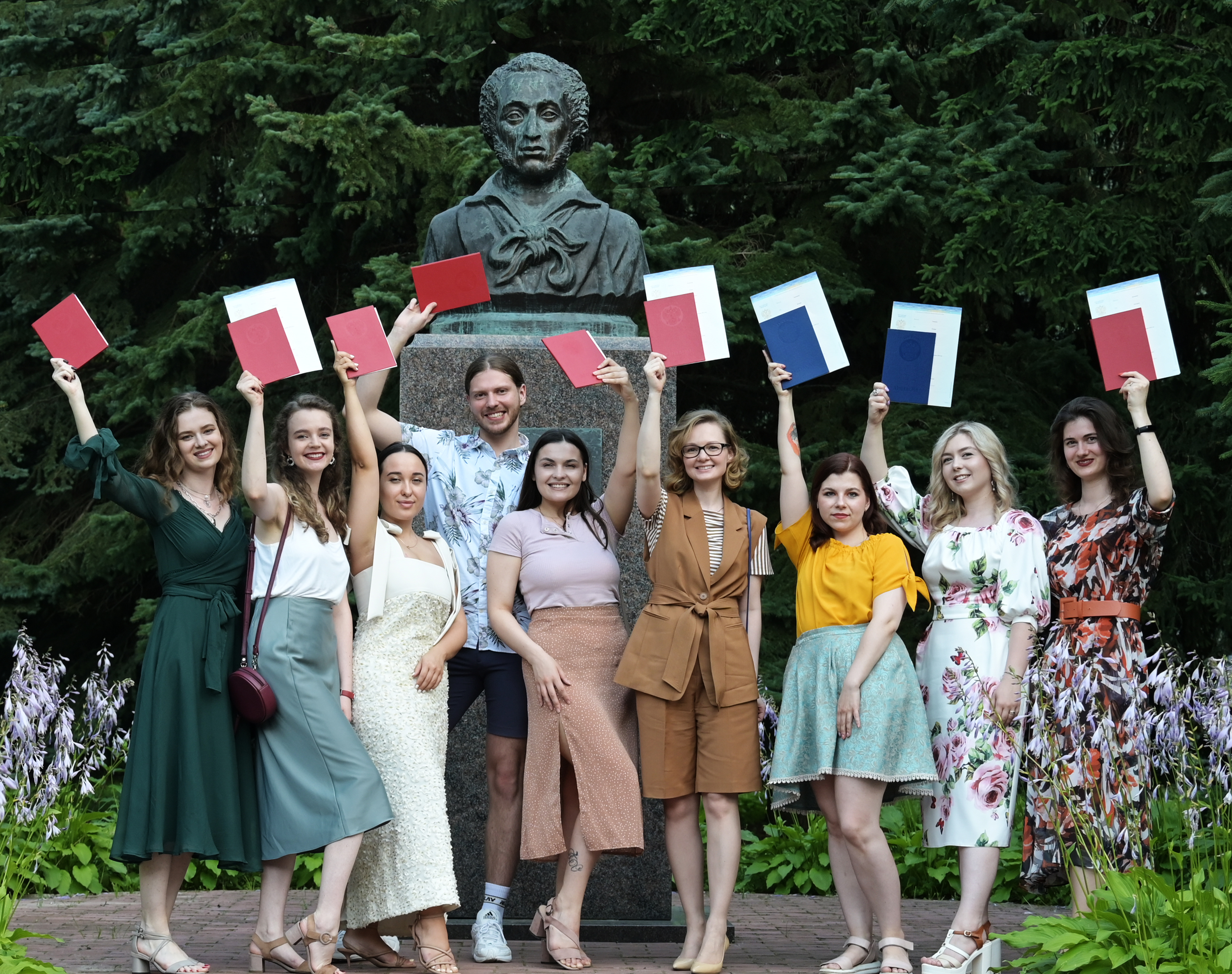
Thi sĩ Pushkin được xem là ông hoàng thơ tình trong thi ca Nga

Thế kỷ XIX theo truyền thống được gọi là "Thời kỳ hoàng kim" của Văn chương Nga với những áng văn chương lãng mạn, trữ tình. Chủ nghĩa lãng mạn cho phép nở rộ tài năng đặc biệt về thơ ca như tên tuổi của Vasily Zhukovsky và sau đó là học trò của ông là thi sĩ Alexander Pushkin. Nhà thơi Pushkin được công nhận là người đã kết tinh ngôn ngữ văn học Nga và đưa một cấp độ nghệ thuật mới vào văn học Nga làm toát lên tâm hồn Nga. Tác phẩm nổi tiếng nhất của ông là một tiểu thuyết như những vần thơ Xon-nê, Eugene Onegin. Thời kỳ này còn có cả một thế hệ nhà thơ hoàn toàn mới bao gồm Mikhail Lermontov, Yevgeny Baratynsky, Konstantin Batyushkov, Nikolay Nekrasov, Aleksey Konstantinovich Tolstoy, Fyodor Tyutchev và Afanasy Fet đã theo bước Pushkin. Thi sĩ Pushkin được nhiều người coi là đại diện tâm điểm của Chủ nghĩa lãng mạn trong văn học Nga, tuy nhiên, ông không thể được xếp loại rõ ràng là một người theo chủ nghĩa lãng mạn. Các nhà phê bình Nga theo truyền thống lập luận rằng, trong suốt 36 năm cuộc đời, các tác phẩm của Pushkin đã đi theo con đường từ Chủ nghĩa tân cổ điển qua Chủ nghĩa lãng mạn và cuối cùng là Chủ nghĩa hiện thực. Một đánh giá khác cho rằng "ông có khả năng giải trí những điều trái ngược có vẻ như có nguồn gốc từ Chủ nghĩa lãng mạn, nhưng cuối cùng lại phá vỡ mọi quan điểm cố định, mọi quan điểm đơn lẻ, bao gồm cả Chủ nghĩa lãng mạn" và rằng "ông vừa là Người lãng mạn vừa không Lãng mạn".

## Chú thích

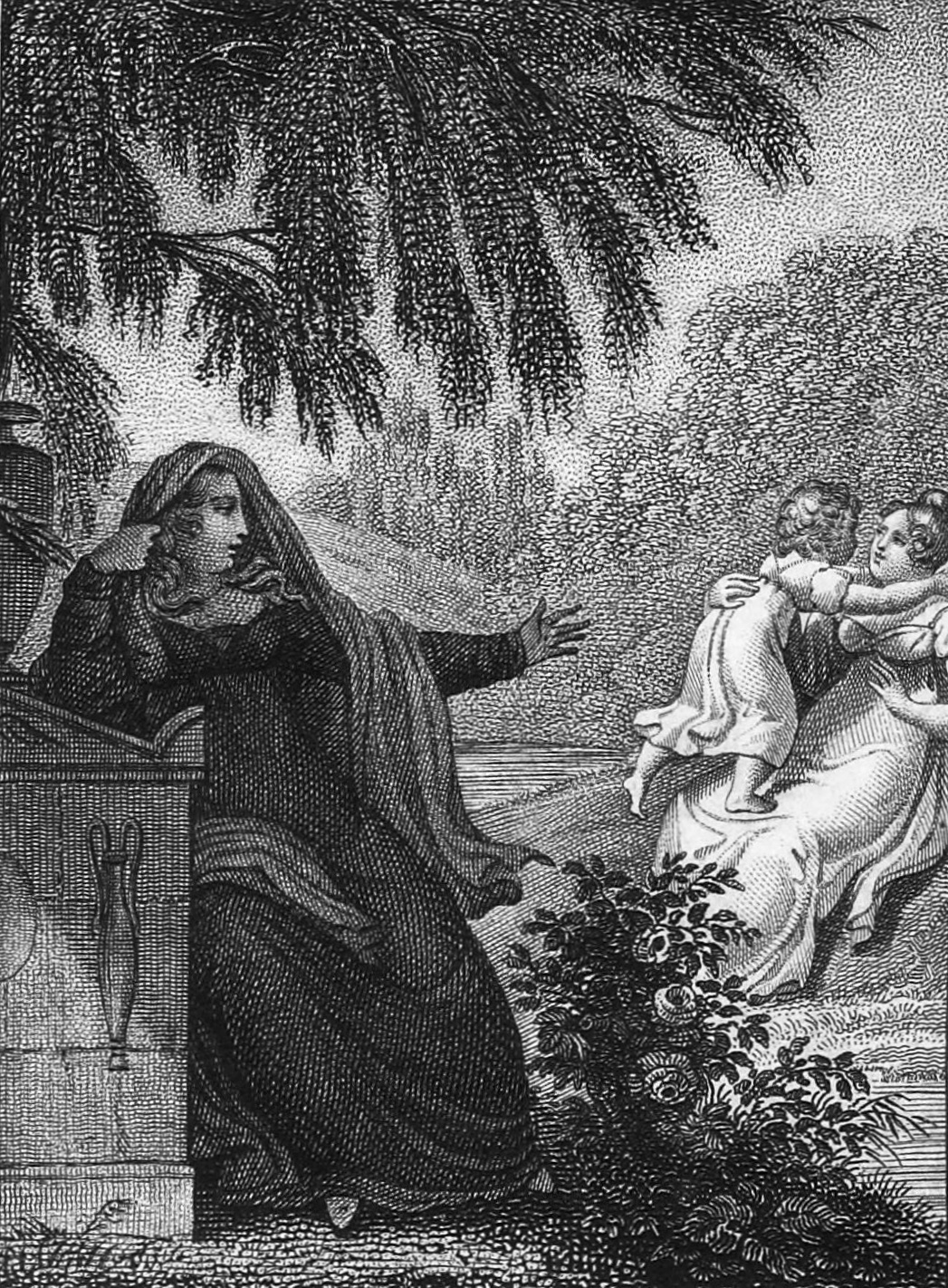
Minh họa một tác phẩm thơ tình ở Pháp